# Adypinian potasu
Adypinian potasu – organiczny związek chemiczny z grupy adypinianów, sól kwasu adypinowego i potasu. Stosowany jako dodatek do żywności o numerze E357. 
.